# Philomedes
Philomedes is een geslacht van kreeftachtigen uit de klasse van de Ostracoda (mosselkreeftjes). De wetenschappelijke naam werd voor het eerst gepubliceerd door Wilhelm Lilljeborg in 1853, samen met de beschrijving van de typesoort Philomedes longicornis.

## Verspreiding en leefgebied
Dit geslacht is wijdverspreid over de oceanen. Philomedes globosus wordt aangetroffen in de Arctische wateren van de Atlantische Oceaan, terwijl het ook een veel voorkomend geslacht is in de Antarctische zeeën.

## Soorten
- Philomedes (Philomedes) lilljeborgi (Sars, 1866)
- Philomedes acanthoides Gemmellaro, 1890 †
- Philomedes albatross Kornicker, 1982
- Philomedes antarcticus Brady, 1907
- Philomedes assimilis Brady, 1907
- Philomedes biscayensis (Brady, 1886) Mckenzie et al., 1979
- Philomedes bonneti Kornicker & Caraion, 1977
- Philomedes brachystylus Chavtur, 1983
- Philomedes brenda (Baird, 1850) Sars, 1872
- Philomedes brevifiliformis Chavtur, 1983
- Philomedes charcoti Daday, 1908
- Philomedes corrugatus Brady, 1897
- Philomedes ctenorhynchus (Brady, 1886) Mueller, 1912
- Philomedes cubitum Kornicker, 1975
- Philomedes curvatus Poulsen, 1962
- Philomedes dentatus Poulsen, 1962
- Philomedes digitiformis (Chavtur, 1983) Chavtur, 1987
- Philomedes donzei Neale, 1976 †
- Philomedes duplex Kornicker, 1984
- Philomedes eugeniae Skogsberg, 1920
- Philomedes fortax Kornicker, 1994
- Philomedes foveolatus (Mueller, 1894) Brady & Norman, 1896
- Philomedes gibbosa Dana, 1853
- Philomedes globosus (Lilljeborg, 1853) Sars, 1869
- Philomedes grubii (Mueller, 1870) Mueller, 1912
- Philomedes hanaii Chavtur, 1983
- Philomedes heptathrix Kornicker, 1975
- Philomedes hirutai Kornicker, 1984
- Philomedes kadjakiensis Chavtur, 1983
- Philomedes keslingi Kornicker, 1984
- Philomedes laevipes Daday, 1908
- Philomedes levis Mueller, 1894
- Philomedes lilljeborgii (Sars, 1866) Sars, 1869
- Philomedes linkoi Chavtur, 1983
- Philomedes lofthousae Kornicker, 1975
- Philomedes longicornis Lilljeborg, 1853
- Philomedes longidentatus Chavtur, 1983
- Philomedes macandrei (Baird, 1850) Brady & Norman, 1896
- Philomedes minys Kornicker, 1975
- Philomedes multidentatus Chavtur, 1983
- Philomedes orbicularis Brady, 1907
- Philomedes pentathrix Kornicker, 1989
- Philomedes pseudolofthousae Kornicker, 1994
- Philomedes ptyx Kornicker, 1994
- Philomedes ramus Kornicker, 1975
- Philomedes rotunda Skogsberg, 1920
- Philomedes rotundus Skogsberg, 1920
- Philomedes sagittatus Chavtur, 1983
- Philomedes sphinx Kornicker, 1994
- Philomedes subantarcticus Kornicker, 1975
- Philomedes subarcuatus Chavtur, 1983
- Philomedes tetradens Kornicker & Caraion, 1977
- Philomedes tetrathrix Kornicker, 1975
- Philomedes thorax Kornicker, 1994
- Philomedes trithrix Kornicker, 1971
- Philomedes vellicatus Brady, 1890
- Philomedes vitjaziensis Chavtur, 1983